# Campionatul Mondial de Handbal Feminin din 2023 - Barajele de calificare
Calificările europene pentru Campionatul Mondial de Handbal Feminin din 2023, care s-a desfășurat în Danemarca, Norvegia și Suedia, au avut loc în două faze. 
În prima fază de calificări, 18 echipe care nu au luat parte la campionatul european din 2022 au jucat partide eliminatorii, iar câștigătoarele au avansat în faza a doua de calificare. În această fază, lor li s-au alăturat 10 echipe care au participat la campionatul european din 2022, iar echipele calificate la campionatul mondial au fost decise în urma unor meciuri eliminatorii.

## Faza 1 de calificare

### Sistem
Echipele au fost distribuite în două urne valorice, iar fiecare echipă extrasă din urna 1 a fost împerecheată prin extragere cu o echipă din urna a 2-a. Fiecare pereche de două echipe a jucat două meciuri, unul pe teren propriu și altul în deplasare. Câștigătoarea fiecărei perechi de echipe a avansat în faza a 2-a de calificare.

### Distribuția în urnele valorice
| Urna valorică 1                                                                                 | Urna valorică 2 |
| ----------------------------------------------------------------------------------------------- | --- |
| Austria · Slovacia · Islanda · Turcia · Ucraina · Insulele Feroe · Portugalia · Grecia · Italia | Kosovo · Israel · Finlanda · Luxemburg · Azerbaidjan · Bosnia și Herțegovina · Bulgaria · Marea Britanie · Letonia |

### Tragerea la sorți
Tragerea la sorți a a avut loc pe 29 iunie 2022, în Viena, Austria. În urma extragerii au rezultat următoarele partide:
| Echipa 1       | Scor gen. | Echipa 2              | Tur   | Retur |
| -------------- | --------- | --------------------- | ----- | ----- |
| Azerbaidjan    | 31–68     | Portugalia            | 19–32 | 12–36 |
| Insulele Feroe | 53–55     | Kosovo                | 24–27 | 29–28 |
| Slovacia       | 89–38     | Letonia               | 46–21 | 43–17 |
| Islanda        | 67–50     | Israel                | 34–26 | 33–24 |
| Grecia         | 44–43     | Bosnia și Herțegovina | 23–21 | 21–22 |
| Ucraina        | 66–24     | Luxemburg             | 36–13 | 30–11 |
| Bulgaria       | 48–59     | Italia                | 19–26 | 29–33 |
| Austria        | 72–50     | Finlanda              | 37–22 | 35–28 |
| Marea Britanie | 30–83     | Turcia                | 14–39 | 16–44 |

#### Meciuri
Pentru a evita deplasările suplimentare și a mai reduce din cheltuieli, unele echipe au acceptat să joace ambele partide pe terenul adversarelor.
| 3 noiembrie 2022 20:30 | Azerbaidjan | 19 – 32 | Portugalia                   | Pavilhão Municipal, Paredes Asistență: 850 Arbitri: Bočáková, Jánošíková |
| 3 noiembrie 2022 20:30 | Bayramova 5 | (5–16)  | Pereira da Silva, Unjanque 5 | Pavilhão Municipal, Paredes Asistență: 850 Arbitri: Bočáková, Jánošíková |
| 3 noiembrie 2022 20:30 | 3× 1×       | Raport  | 5× 3×                        | Pavilhão Municipal, Paredes Asistență: 850 Arbitri: Bočáková, Jánošíková |

| 5 noiembrie 2022 22:00 | Portugalia                   | 36 – 12 | Azerbaidjan              | Pavilhão Municipal, Paredes Asistență: 1200 Arbitri: Bočáková, Jánošíková |
| 5 noiembrie 2022 22:00 | Pereira da Silva, Unjanque 6 | (17–5)  | Hasyanova, Mihalkovici 3 | Pavilhão Municipal, Paredes Asistență: 1200 Arbitri: Bočáková, Jánošíková |
| 5 noiembrie 2022 22:00 | 4× 1×                        | Raport  | 4×                       | Pavilhão Municipal, Paredes Asistență: 1200 Arbitri: Bočáková, Jánošíková |

Ambele partide s-au desfășurat în Portugalia. Portugalia a câștigat cu scorul general de 68–31.
| 3 noiembrie 2022 19:30 | Insulele Feroe | 24 – 27 | Kosovo  | Palestra sportive, Istog Asistență: 2150 Arbitri: Hatipoğlu, Şimşek |
| 3 noiembrie 2022 19:30 | Geirsdóttir 9  | (13–14) | Demaj 9 | Palestra sportive, Istog Asistență: 2150 Arbitri: Hatipoğlu, Şimşek |
| 3 noiembrie 2022 19:30 | 7×             | Raport  | 5× 1×   | Palestra sportive, Istog Asistență: 2150 Arbitri: Hatipoğlu, Şimşek |

| 5 noiembrie 2022 19:30 | Kosovo   | 28 – 29 | Insulele Feroe        | Palestra sportive, Istog Asistență: 2250 Arbitri: Hatipoğlu, Şimşek |
| 5 noiembrie 2022 19:30 | Demaj 11 | (16–16) | Geirsdóttir, Mittún 6 | Palestra sportive, Istog Asistență: 2250 Arbitri: Hatipoğlu, Şimşek |
| 5 noiembrie 2022 19:30 | 4× 1×    | Raport  | 3× 1×                 | Palestra sportive, Istog Asistență: 2250 Arbitri: Hatipoğlu, Şimşek |

Ambele partide s-au desfășurat în Kosovo. Kosovo a câștigat cu scorul general de 55–53.
| 2 noiembrie 2022 19:00 | Slovacia | 46 – 21 | Letonia   | Mestská Sportova hala, Šaľa Asistență: 1499 Arbitri: Jakovljević, Kovačević |
| 2 noiembrie 2022 19:00 | Lancz 6  | (23–13) | Millere 8 | Mestská Sportova hala, Šaľa Asistență: 1499 Arbitri: Jakovljević, Kovačević |
| 2 noiembrie 2022 19:00 | 3× 1×    | Raport  | 2×        | Mestská Sportova hala, Šaľa Asistență: 1499 Arbitri: Jakovljević, Kovačević |

| 6 noiembrie 2022 14:10 | Letonia   | 17 – 43 | Slovacia | Valmieras Olimpiskais centrs, Valmiera Asistență: 100 Arbitri: Merisi, Pepe |
| 6 noiembrie 2022 14:10 | Millere 5 | (11–16) | Lancz 10 | Valmieras Olimpiskais centrs, Valmiera Asistență: 100 Arbitri: Merisi, Pepe |
| 6 noiembrie 2022 14:10 | 4× 1×     | Raport  | 4× 1×    | Valmieras Olimpiskais centrs, Valmiera Asistență: 100 Arbitri: Merisi, Pepe |

Slovacia a câștigat cu scorul general de 89–38.
| 5 noiembrie 2022 16:00 | Islanda          | 34 – 26 | Israel   | Íþróttamiðstöð Hauka, Hafnarfjörður Asistență: 800 Arbitri: Borge, Nygren |
| 5 noiembrie 2022 16:00 | Erlingsdóttir 11 | (18–15) | Shaul 11 | Íþróttamiðstöð Hauka, Hafnarfjörður Asistență: 800 Arbitri: Borge, Nygren |
| 5 noiembrie 2022 16:00 | 1×               | Raport  | 3× 1×    | Íþróttamiðstöð Hauka, Hafnarfjörður Asistență: 800 Arbitri: Borge, Nygren |

| 6 noiembrie 2022 16:00 | Israel  | 24 – 33 | Islanda    | Íþróttamiðstöð Hauka, Hafnarfjörður Asistență: 700 Arbitri: Borge, Nygren |
| 6 noiembrie 2022 16:00 | Shaul 6 | (11–14) | Jacobsen 7 | Íþróttamiðstöð Hauka, Hafnarfjörður Asistență: 700 Arbitri: Borge, Nygren |
| 6 noiembrie 2022 16:00 | 2× 1×   | Raport  | 2× 1×      | Íþróttamiðstöð Hauka, Hafnarfjörður Asistență: 700 Arbitri: Borge, Nygren |

Ambele partide s-au desfășurat în Islanda. Islanda a câștigat cu scorul general de 67–50.
| 3 noiembrie 2022 20:00 | Grecia  | 23 – 21 | Bosnia și Herțegovina | Sportska Dvorana Cazin, Cazin Asistență: 2500 Arbitri: Ivanović, Vujisić |
| 3 noiembrie 2022 20:00 | Mania 7 | (8–9)   | Kolašinac 7           | Sportska Dvorana Cazin, Cazin Asistență: 2500 Arbitri: Ivanović, Vujisić |
| 3 noiembrie 2022 20:00 | 8× 2×   | Raport  | 5× 1×                 | Sportska Dvorana Cazin, Cazin Asistență: 2500 Arbitri: Ivanović, Vujisić |

| 5 noiembrie 2022 17:00 | Bosnia și Herțegovina | 22 – 21 | Grecia             | Sportska Dvorana Cazin, Cazin Asistență: 1300 Arbitri: Ivanović, Vujisić |
| 5 noiembrie 2022 17:00 | Gudelj 7              | (14–9)  | Kerlidi, Zygoura 4 | Sportska Dvorana Cazin, Cazin Asistență: 1300 Arbitri: Ivanović, Vujisić |
| 5 noiembrie 2022 17:00 | 5× 1×                 | Raport  | 5× 2×              | Sportska Dvorana Cazin, Cazin Asistență: 1300 Arbitri: Ivanović, Vujisić |

Ambele partide s-au desfășurat în Bosnia și Herțegovina. Grecia a câștigat cu scorul general de 44–43.
| 1 noiembrie 2022 19:00 | Ucraina    | 36 – 13 | Luxemburg | d'Coque, Luxemburg Asistență: 352 Arbitri: Klompers, Stobbe |
| 1 noiembrie 2022 19:00 | Levcenko 8 | (18–6)  | Welter 5  | d'Coque, Luxemburg Asistență: 352 Arbitri: Klompers, Stobbe |
| 1 noiembrie 2022 19:00 | 3×         | Raport  | 3×        | d'Coque, Luxemburg Asistență: 352 Arbitri: Klompers, Stobbe |

| 2 noiembrie 2022 19:00 | Luxemburg | 11 – 30 | Ucraina      | d'Coque, Luxemburg Asistență: 276 Arbitri: Klompers, Stobbe |
| 2 noiembrie 2022 19:00 | Kozar 3   | (5–16)  | Konovalova 6 | d'Coque, Luxemburg Asistență: 276 Arbitri: Klompers, Stobbe |
| 2 noiembrie 2022 19:00 | 2×        | Raport  |              | d'Coque, Luxemburg Asistență: 276 Arbitri: Klompers, Stobbe |

Ambele partide s-au desfășurat în Luxemburg. Ucraina a câștigat cu scorul general de 66–24.
| 2 noiembrie 2022 17:00 | Bulgaria   | 19 – 26 | Italia  | Palatul Culturii și Sportului, Varna Asistență: 1500 Arbitri: Ilieva, Karbeska |
| 2 noiembrie 2022 17:00 | Ghenceva 6 | (12–9)  | Babbo 5 | Palatul Culturii și Sportului, Varna Asistență: 1500 Arbitri: Ilieva, Karbeska |
| 2 noiembrie 2022 17:00 | 2× 1×      | Raport  | 1×      | Palatul Culturii și Sportului, Varna Asistență: 1500 Arbitri: Ilieva, Karbeska |

| 6 noiembrie 2022 18:30 | Italia       | 33 – 29 | Bulgaria | Pala Santa Filomena, Chieti Asistență: 1300 Arbitri: Lidacka, Lesiak |
| 6 noiembrie 2022 18:30 | Manojlovic 8 | (18–13) | Tomova 9 | Pala Santa Filomena, Chieti Asistență: 1300 Arbitri: Lidacka, Lesiak |
| 6 noiembrie 2022 18:30 |              | Raport  | 5×       | Pala Santa Filomena, Chieti Asistență: 1300 Arbitri: Lidacka, Lesiak |

Italia a câștigat cu scorul general de 59–48.
| 3 noiembrie 2022 20:25 | Austria    | 37 – 22 | Finlanda     | BSFZ Südstadt, Maria Enzersdorf Asistență: 800 Arbitri: Capoccia, Jucker |
| 3 noiembrie 2022 20:25 | Neidhart 9 | (18–11) | Holopainen 7 | BSFZ Südstadt, Maria Enzersdorf Asistență: 800 Arbitri: Capoccia, Jucker |
| 3 noiembrie 2022 20:25 | 3× 1×      | Raport  | 5× 1×        | BSFZ Südstadt, Maria Enzersdorf Asistență: 800 Arbitri: Capoccia, Jucker |

| 6 noiembrie 2022 14:00 | Finlanda | 28 – 35 | Austria  | Energia Areena, Vantaa Asistență: 500 Arbitri: Kijauskaitė, Žalienė |
| 6 noiembrie 2022 14:00 | Hilli 8  | (13–16) | Pandza 6 | Energia Areena, Vantaa Asistență: 500 Arbitri: Kijauskaitė, Žalienė |
| 6 noiembrie 2022 14:00 | 6×       | Raport  | 4× 1×    | Energia Areena, Vantaa Asistență: 500 Arbitri: Kijauskaitė, Žalienė |

Austria a câștigat cu scorul general de 72–50.
| 5 noiembrie 2022 18:00 | Marea Britanie | 14 – 39 | Turcia     | THF Spor Salonu, Çankaya Asistență: 1500 Arbitri: Murariu, Paraschiv |
| 5 noiembrie 2022 18:00 | Thornewell 4   | (7–23)  | Sarikaya 7 | THF Spor Salonu, Çankaya Asistență: 1500 Arbitri: Murariu, Paraschiv |
| 5 noiembrie 2022 18:00 | 4× 1×          | Raport  | 2× 1×      | THF Spor Salonu, Çankaya Asistență: 1500 Arbitri: Murariu, Paraschiv |

| 6 noiembrie 2022 18:00 | Turcia     | 44 – 16 | Marea Britanie | THF Spor Salonu, Çankaya Asistență: 1200 Arbitri: Murariu, Paraschiv |
| 6 noiembrie 2022 18:00 | Sarikaya 7 | (21–7)  | Gowland 5      | THF Spor Salonu, Çankaya Asistență: 1200 Arbitri: Murariu, Paraschiv |
| 6 noiembrie 2022 18:00 | 4× 1×      | Raport  | 3×             | THF Spor Salonu, Çankaya Asistență: 1200 Arbitri: Murariu, Paraschiv |

Ambele partide s-au desfășurat în Turcia. Turcia a învins cu scorul general de 83–30.

## Faza a 2-a de calificare
Cele nouă câștigătoare din faza 1, Cehia și zece echipe provenite de la campionatul european din 2022 au jucat în această fază. Meciurile au fost inițial prevăzute să se desfășoare pe 7 și 8 aprilie, respectiv 11 și 12 aprilie 2023.

### Distribuția în urnele valorice
| Urna valorică 1                                                                                             | Urna valorică 2                                                                                 |
| --- | ----------------------------------------------------------------------------------------------- |
| Croația · Spania · Germania · Ungaria · Macedonia de Nord · Polonia · România · Slovenia · Serbia · Elveția | Cehia · Austria · Slovacia · Islanda · Turcia · Ucraina · Portugalia · Grecia · Italia · Kosovo |

### Tragerea la sorți
Tragerea la sorți a avut loc pe 19 noiembrie 2022. Serbia și Kosovo au fost protejate pentru a nu fi extrase împreună.
| Echipa 1          | Scor gen. | Echipa 2   | Tur   | Retur |
| ----------------- | --------- | ---------- | ----- | ----- |
| Turcia            | 49 – 65   | Serbia     | 24–33 | 25–32 |
| România           | 63 – 44   | Portugalia | 35–20 | 28–24 |
| Islanda           | 49 – 59   | Ungaria    | 21–25 | 28–34 |
| Polonia           | 68– 42    | Kosovo     | 36–22 | 32–20 |
| Italia            | 46 – 64   | Slovenia   | 25–31 | 21–33 |
| Germania          | 75 – 33   | Grecia     | 39–13 | 36–20 |
| Elveția           | 58 – 68   | Cehia      | 31–32 | 27–36 |
| Austria           | 52 – 54   | Spania     | 28–28 | 24–26 |
| Macedonia de Nord | 44 – 55   | Ucraina    | 22–24 | 22–31 |
| Slovacia          | 41 – 56   | Croația    | 23–25 | 18–31 |

#### Meciuri
| 8 aprilie 2023 16:00 | România  | 35 – 20 | Portugalia      | Pitești Arena, Pitești Asistență: 4000 Arbitri: Merisi, Pepe |
| 8 aprilie 2023 16:00 | Grozav 7 | (19–12) | Da Silva Lima 5 | Pitești Arena, Pitești Asistență: 4000 Arbitri: Merisi, Pepe |
| 8 aprilie 2023 16:00 | 5×       | Raport  | 5× 1×           | Pitești Arena, Pitești Asistență: 4000 Arbitri: Merisi, Pepe |

| 12 aprilie 2023 21:15 | Portugalia | 24 – 28 | România  | Pavilhão Municipal, Paredes Asistență: 1400 Arbitri: Fahner, Kubis |
| 12 aprilie 2023 21:15 | Santiago 6 | (8–13)  | Ostase 5 | Pavilhão Municipal, Paredes Asistență: 1400 Arbitri: Fahner, Kubis |
| 12 aprilie 2023 21:15 | 4×         | Raport  | 2×       | Pavilhão Municipal, Paredes Asistență: 1400 Arbitri: Fahner, Kubis |

| 9 aprilie 2023 17:15 | Germania  | 39 – 13 | Grecia            | Westpress Arena, Hamm Asistență: 2110 Arbitri: Pagh, Thygesen |
| 9 aprilie 2023 17:15 | Maidhof 7 | (22–6)  | Chatziparasidou 3 | Westpress Arena, Hamm Asistență: 2110 Arbitri: Pagh, Thygesen |
| 9 aprilie 2023 17:15 | 2× 1×     | Raport  | 2×                | Westpress Arena, Hamm Asistență: 2110 Arbitri: Pagh, Thygesen |

| 12 aprilie 2023 17:00 | Grecia            | 22 – 36 | Germania | Tasos Kampouris, Chalkida Asistență: 50 Arbitri: Bošnjak, Marić |
| 12 aprilie 2023 17:00 | Chatziparasidou 6 | (11–20) | Smits 6  | Tasos Kampouris, Chalkida Asistență: 50 Arbitri: Bošnjak, Marić |
| 12 aprilie 2023 17:00 | 5×                | Raport  | 7× 1×    | Tasos Kampouris, Chalkida Asistență: 50 Arbitri: Bošnjak, Marić |

| 8 aprilie 2023 19:00 | Macedonia de Nord | 22 – 24 | Ucraina                         | Centrul Sportiv Boris Trajkovski, Skopje Asistență: 2500 Arbitri: Cipov, Klus |
| 8 aprilie 2023 19:00 | Ristovska 8       | (8–14)  | Levcenko, Markevici, Smbatian 5 | Centrul Sportiv Boris Trajkovski, Skopje Asistență: 2500 Arbitri: Cipov, Klus |
| 8 aprilie 2023 19:00 | 6× 1×             | Raport  | 6× 1×                           | Centrul Sportiv Boris Trajkovski, Skopje Asistență: 2500 Arbitri: Cipov, Klus |

| 11 aprilie 2023 17:00 | Ucraina  | 31 – 22 | Macedonia de Nord | Városi Tornacsarnok, Kisvárda Asistență: 700 Arbitri: Vranes, Wenninger |
| 11 aprilie 2023 17:00 | Glibko 7 | (24–12) | Gicevska 10       | Városi Tornacsarnok, Kisvárda Asistență: 700 Arbitri: Vranes, Wenninger |
| 11 aprilie 2023 17:00 | 5× 1×    | Raport  | 5× 1×             | Városi Tornacsarnok, Kisvárda Asistență: 700 Arbitri: Vranes, Wenninger |

| 6 aprilie 2023 17:45 | Polonia              | 36 – 22 | Kosovo           | Hala Widowiskowo-Sportowa, Bielsko-Biała Asistență: 2000 Arbitri: Radčenko, Pērsis |
| 6 aprilie 2023 17:45 | Kobylińska, Rosiak 6 | (17-6)  | Demaj, Hajdari 5 | Hala Widowiskowo-Sportowa, Bielsko-Biała Asistență: 2000 Arbitri: Radčenko, Pērsis |
| 6 aprilie 2023 17:45 | 5×                   | Raport  | 6×               | Hala Widowiskowo-Sportowa, Bielsko-Biała Asistență: 2000 Arbitri: Radčenko, Pērsis |

| 12 aprilie 2023 20:15 | Kosovo  | 20 – 32 | Polonia             | Palestra sportive, Istog Asistență: 1500 Arbitri: Peretz, Schwartz |
| 12 aprilie 2023 20:15 | Demaj 7 | (12–17) | Kobylińska, Nocuń 7 | Palestra sportive, Istog Asistență: 1500 Arbitri: Peretz, Schwartz |
| 12 aprilie 2023 20:15 | 6× 1×   | Raport  | 6× 1×               | Palestra sportive, Istog Asistență: 1500 Arbitri: Peretz, Schwartz |

| 8 aprilie 2023 18:00 | Islanda        | 21 – 25 | Ungaria   | Íþróttamiðstöð Hauka Ásvellir, Hafnarfjörður Asistență: 1100 Arbitri: Manea, Iliescu |
| 8 aprilie 2023 18:00 | Björnsdóttir 5 | (10–14) | Klujber 6 | Íþróttamiðstöð Hauka Ásvellir, Hafnarfjörður Asistență: 1100 Arbitri: Manea, Iliescu |
| 8 aprilie 2023 18:00 | 1× 2×          | Raport  | 5× 3×     | Íþróttamiðstöð Hauka Ásvellir, Hafnarfjörður Asistență: 1100 Arbitri: Manea, Iliescu |

| 12 aprilie 2023 18:00 | Ungaria | 34 – 28 | Islanda        | ÉRD Aréna, Érd Asistență: 1500 Arbitri: Ilieva, Karbeska |
| 12 aprilie 2023 18:00 | Vámos 8 | (17–14) | Sturludóttir 8 | ÉRD Aréna, Érd Asistență: 1500 Arbitri: Ilieva, Karbeska |
| 12 aprilie 2023 18:00 | 5× 1×   | Raport  | 4× 1×          | ÉRD Aréna, Érd Asistență: 1500 Arbitri: Ilieva, Karbeska |

| 7 aprilie 2023 16:00 | Turcia  | 24 – 33 | Serbia          | Giresun Batlama, Giresun Asistență: 3000 Arbitri: Simone, Monitillo |
| 7 aprilie 2023 16:00 | İskit 8 | (10–15) | Radosavljević 9 | Giresun Batlama, Giresun Asistență: 3000 Arbitri: Simone, Monitillo |
| 7 aprilie 2023 16:00 | 3× 1×   | Raport  | 5× 2×           | Giresun Batlama, Giresun Asistență: 3000 Arbitri: Simone, Monitillo |

| 12 aprilie 2023 18:00 | Serbia        | 32 – 25 | Turcia     | Sportski centar Voždovac, Belgrad Asistență: 1900 Arbitri: Iovcev, Ioncev |
| 12 aprilie 2023 18:00 | Stoiljković 7 | (16–15) | Karaçam 10 | Sportski centar Voždovac, Belgrad Asistență: 1900 Arbitri: Iovcev, Ioncev |
| 12 aprilie 2023 18:00 | 1×            | Raport  | 3× 1×      | Sportski centar Voždovac, Belgrad Asistență: 1900 Arbitri: Iovcev, Ioncev |

| 7 aprilie 2023 19:00 | Slovacia | 23 – 25 | Croația         | Mestská Športová Hala, Šaľa Asistență: 1500 Arbitri: Hatipoğlu, Şimşek |
| 7 aprilie 2023 19:00 | Lancz 7  | (8–11)  | Birtić, Burić 5 | Mestská Športová Hala, Šaľa Asistență: 1500 Arbitri: Hatipoğlu, Şimşek |
| 7 aprilie 2023 19:00 | 8× 1×    | Raport  | 6× 1×           | Mestská Športová Hala, Šaľa Asistență: 1500 Arbitri: Hatipoğlu, Şimşek |

| 12 aprilie 2023 18:00 | Croația         | 31 – 18 | Slovacia | Dvorana Vijuš, Slavonski Brod Asistență: 2250 Arbitri: Lovin, Stancu |
| 12 aprilie 2023 18:00 | Milosavljević 8 | (17–10) | Lancz 6  | Dvorana Vijuš, Slavonski Brod Asistență: 2250 Arbitri: Lovin, Stancu |
| 12 aprilie 2023 18:00 | 7× 3× 1×        | Raport  | 4× 2×    | Dvorana Vijuš, Slavonski Brod Asistență: 2250 Arbitri: Lovin, Stancu |

| 8 aprilie 2023 15:00 | Elveția  | 31 – 32 | Cehia             | St. Jakobshalle Stadion, Basel Asistență: 3129 Arbitri: Vujačić, Kažanegra |
| 8 aprilie 2023 15:00 | Bucher 8 | (12–14) | Jeřábková, Malá 9 | St. Jakobshalle Stadion, Basel Asistență: 3129 Arbitri: Vujačić, Kažanegra |
| 8 aprilie 2023 15:00 | 3× 2×    | Raport  | 3×                | St. Jakobshalle Stadion, Basel Asistență: 3129 Arbitri: Vujačić, Kažanegra |

| 11 aprilie 2023 19:30 | Cehia       | 36 – 27 | Elveția  | Městská hala Vodova, Brno Asistență: 1515 Arbitri: Praštalo, Balvan |
| 11 aprilie 2023 19:30 | Jeřábková 9 | (17–10) | Kündig 7 | Městská hala Vodova, Brno Asistență: 1515 Arbitri: Praštalo, Balvan |
| 11 aprilie 2023 19:30 | 1×          | Raport  | 1×       | Městská hala Vodova, Brno Asistență: 1515 Arbitri: Praštalo, Balvan |

| 8 aprilie 2023 18:30 | Italia                  | 25 – 31 | Slovenia | Pala Santa Filomena, Chieti Asistență: 1000 Arbitri: Kijauskaitė, Žalienė |
| 8 aprilie 2023 18:30 | Dalla Costa, Ghilardi 6 | (11–17) | Stanko 7 | Pala Santa Filomena, Chieti Asistență: 1000 Arbitri: Kijauskaitė, Žalienė |
| 8 aprilie 2023 18:30 | 5× 1×                   | Raport  | 6× 1×    | Pala Santa Filomena, Chieti Asistență: 1000 Arbitri: Kijauskaitė, Žalienė |

| 12 aprilie 2023 17:30 | Slovenia  | 33 – 21 | Italia       | Športna dvorana Kodeljevo, Ljubljana Asistență: 800 Arbitri: Altmár, Horváth |
| 12 aprilie 2023 17:30 | Varagić 8 | (18–13) | Eghianruwa 8 | Športna dvorana Kodeljevo, Ljubljana Asistență: 800 Arbitri: Altmár, Horváth |
| 12 aprilie 2023 17:30 | 1×        | Raport  | 1×           | Športna dvorana Kodeljevo, Ljubljana Asistență: 800 Arbitri: Altmár, Horváth |

| 8 aprilie 2023 18:00 | Austria  | 28 – 28 | Spania            | BSFZ Südstadt, Maria Enzersdorf Asistență: 900 Arbitri: Antić, Jakovljević |
| 8 aprilie 2023 18:00 | Kovács 7 | (14–18) | Cabral, Gassama 5 | BSFZ Südstadt, Maria Enzersdorf Asistență: 900 Arbitri: Antić, Jakovljević |
| 8 aprilie 2023 18:00 | 4×       | Raport  | 4× 1×             | BSFZ Südstadt, Maria Enzersdorf Asistență: 900 Arbitri: Antić, Jakovljević |

| 12 aprilie 2023 20:30 | Spania      | 26 – 24 | Austria  | Polideportivo Fernando Argüelles, Antequera Asistență: 1900 Arbitri: Mikelić, Parađina |
| 12 aprilie 2023 20:30 | Gutiérrez 6 | (11–12) | Pandza 5 | Polideportivo Fernando Argüelles, Antequera Asistență: 1900 Arbitri: Mikelić, Parađina |
| 12 aprilie 2023 20:30 | 3× 2×       | Raport  | 3× 1×    | Polideportivo Fernando Argüelles, Antequera Asistență: 1900 Arbitri: Mikelić, Parađina |